# Thomas Hay-Drummond, 11. Earl of Kinnoull

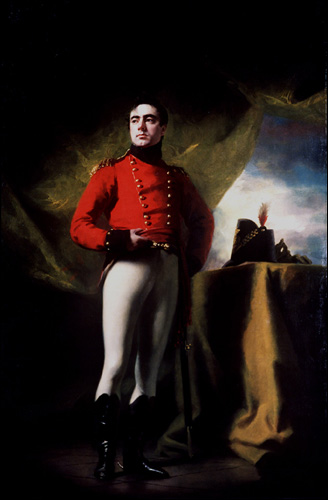
Thomas Hay-Drummond, 11. Earl of Kinnoull

Thomas Robert Hay-Drummond, 11. Earl of Kinnoull (* 5. April 1785 in Bath, Somerset; † 18. Februar 1866 in Torquay, Devon) war ein britischer Peer und Lord Lyon King of Arms.

## Leben
Er war der ältere Sohn des Robert Hay-Drummond, 10. Earl of Kinnoull (1751–1804) aus dessen zweiter Ehe mit Sarah Harley (1760–1837). Als Heir apparent seines Vaters führte er ab 1787 den Höflichkeitstitel Viscount Dupplin. Er besuchte die Westminster School.
Beim Tod seines Vaters erbte er 1804 dessen schottische Adelstitel als 11. Earl of Kinnoull, 11. Viscount of Dupplin und 11. Lord Hay of Kinfauns sowie dessen britischen Adelstitel als 4. Baron Hay of Pedwardine. Mit letzterem Titel war unmittelbar ein Sitz im britischen House of Lords verbunden, wo er als Anhänger der Tories galt. Im selben Jahr erhielt er als Nachfolger seines Vaters auch das Staatsamt des Lord Lyon King of Arms womit er der Wappenkönig für Schottland war.
Von 1809 bis 1855 amtierte er als Colonel der Royal Perthshire Militia sowie von 1830 bis 1866 als Lord Lieutenant von Perthshire. Von 1826 bis 1827 war er Großmeister der Freimaurer-Großloge von Schottland.

## Ehe und Nachkommen
Am 17. August 1824  1779 heiratete er Louisa Burton Rowley († 1885), Tochter des Admirals Sir Charles Rowley, 1. Baronet (1770–1845). Mit ihr hatte er vier Söhne und fünf Töchter:
- Lady Louisa Hay-Drummond (1825–1898), ⚭ 1843 Sir Thomas Moncreiffe, 7. Baronet (1822–1879), Captain der British Army;
- George Hay-Drummond, 12. Earl of Kinnoull (1827–1897), ⚭ 1848 Lady Emily Blanche Charlotte Somerset (1828–1895), Tochter des 7. Duke of Beaufort;
- Lady Sarah Hay-Drummond (1828–1859), ⚭ 1848 Hugh Cholmondeley, 2. Baron Delamere (1811–1887);
- Lady Frances Hay-Drummond (1830–1886), ⚭ 1852 Richard Thomas Lloyd († 1898), Colonel der British Army;
- Hon. Robert Drummond (1831–⚔ 1855 bei Sewastopol), Captain der Coldstream Guards, Gutsherr von Cromlix und Innerpeffray in Perthshire;
- Hon. Arthur Drummond (1833–1900), Captain der Royal Navy, Gutsherr von Cromlix und Innerpeffray, ⚭ 1855 Katherine Louisa Derby († 1922);
- Lady Elizabeth Hay-Drummond (1834–1902), ⚭ (1) 1856 Sir Frederick Leopold Arthur, 2. Baronet (1816–1878), Colonel der British Army, ⚭ (2) Rev. Canon Ernest Edward Dugmore, Vikar von Parkstone in Dorset († 1925);
- Hon. Charles Rowley Drummond (1836–1918), Colonel der Scots Fusilier Guards, Gutsherr von Cromlix und Innerpeffray, ⚭ 1858 Arabella Augusta Meyrick († 1899);
- Lady Augusta Sophia Hay-Drummond (1837–1915), ⚭ 1856 John Twisleton-Wykeham-Fiennes, 17. Baron Saye and Sele (1830–1907).